# João Valentino Dantas Pinajé
João Valentino Dantas Pinajé (Acari, 4 de abril de 1808 — Fortaleza, 16 de abril de 1863) foi um político brasileiro.
Foi presidente da província do Rio Grande do Norte, de 3 de julho a 3 de novembro de 1838.